# Lauranthalasa
Lauralanthalasa Kanan (meglio conosciuta come Laurana) è un personaggio di fantasia creato da Margaret Weis e Tracy Hickman e comparso per la prima volta nella saga Le Cronache di Dragonlance. È la figlia del Portavoce dei Soli di Qualinesti, Solostaran, e sorella di Gilthanas e Porthios.

## Giovinezza
Laurana cresce in compagnia di Tanis Mezzelfo, figlio della sorella di suo padre, che è stato pietosamente accolto in casa di Solostaran dopo la morte della madre sebbene il suo lignaggio sia tutt'altro che puro. La fanciulla, bellissima anche per essere un elfo e dagli stupendi capelli dorati, partecipa spesso ai giochi dei fratelli e finisce per sviluppare un'infantile infatuazione per Tanis, arrivando a regalargli un anellino di foglie d'edera in segno di fidanzamento: questa relazione, tuttavia, non è vista di buon occhio dal padre, che comincia a pentirsi di aver accolto quel mezzelfo dal sangue incerto nella sua dimora. Ai rimproveri di Solostaran verso Tanis, sinceramente innamorato della fanciulla, si aggiungono gradualmente anche quelli dei fratelli, specialmente di Porthios, ai quali Laurana ha confessato candidamente la propria relazione con il mezzelfo: tutte queste cause spingono finalmente Tanis alla fuga dalla città natale di Qualinost. Laurana lo perde di vista per lunghi anni, ma il suo amore non accenna minimamente a scemare ed ella lo aspetta fiduciosa nella sua terra dorata, insensibile agli echi che sporadicamente giungono dal mondo esterno.

## La Guerra delle Lance
Quando Tanis torna infine a Qualinesti assieme a Gilthanas, dopo il rogo di Solace, Laurana è ancora innocentemente convinta che egli sia innamorato di lei e non presta la minima attenzione alle voci portate dagli Eroi delle Lance sui draghi e sulla guerra che sta devastando Krynn: convinta che Tanis sia tornato solo ed esclusivamente per lei, è costretta a ricredersi di fronte alla rivelazione di come Tanis sia ormai innamorato di una donna umana di nome Kitiara, che le causa un grandissimo dolore. Decisa a riconquistare il suo amore, Laurana fugge dunque da Qualinesti assieme agli Eroi, causando l'ira di Tanis che si vede caricato dell'ulteriore responsabilità della vita di un'inutile e stupida ragazzina elfica.
Nel suo viaggio assieme agli Eroi delle Lance, Laurana si vede costretta a smettere i panni dell'infanzia ed a vestirsi di quelli di abile guerriera, ma non riesce ad abbandonare la speranza che Tanis torni ad innamorarsi di lei. L'inaspettata amicizia con Elistan a Pax Tharkas, appena riconvertito alla fede dei veri dèi, provoca la gelosia di Tanis che sente rinascere in sé uno strano sentimento nei confronti della giovane ragazzina elfica, ma subito i due vengono separati durante l'incendio di Tarsis: Tanis viene infatti sepolto sotto le macerie della Locanda del Drago Rosso assieme a Caramon, Raistlin, Goldmoon e Riverwind, mentre Laurana si unisce al gruppo formato da Sturm, Tas, Flint, Gilthanas e due Cavalieri di Solamnia per fuggire dalla città in fiamme.
Dopo la fuga da Tarsis, Laurana partecipa alla missione per recuperare un globo dei draghi dalla Muraglia di Ghiaccio, ed uccide di persona il Signore dei Draghi Feal-thas. All'arrivo nel Qualimori, l'accampamento segreto dei Qualinesti, Laurana torna a contatto con la sua famiglia, che però la considera ormai una "puttana umana" per la sua fuga da casa in cerca di Tanis Mezzelfo, e guarda con disprezzo la sua armatura logorata dalle battaglie e la sua spada intrisa di sangue. Rendendosi conto di non essere più ben accetta tra la sua gente, Laurana fugge nuovamente da casa portando con sé la dragonlance ed il globo dei draghi, per il possesso del quale le due popolazioni di elfi stavano per scatenare una guerra fratricida: guidato da Silvara, il gruppo raggiunge dunque la tomba di Huma e viene a conoscenza del modo per forgiare nuovamente le dragonlance.
Laurana porta queste sue nuove conoscenze a Sancrist, dove comincia la forgiatura delle dragonlance, e partecipa alla difesa della Torre del Sommo Chierico dominando la volontà del globo dei draghi in essa custodito: in seguito alla sua brillante prestazione, e per assecondare gli oscuri giochi di potere che animano i Cavalieri di Solamnia, essa viene dunque proclamata Generale Dorato di tutto l'Ordine e rovescia momentaneamente le sorti della guerra in favore del bene. Ma la sua gloria è di breve durata: ingannata infatti da Kitiara, che sostiene di aver fatto prigioniero Tanis e che questi voglia salutarla un'ultima volta prima di morire, Laurana viene catturata da Lord Soth e tenuta prigioniera nelle camere sotterranee di Neraka. Tanis Mezzelfo viene quindi a Neraka per salvare Laurana, dove si offre di servire Kitiara in cambio della vita di Laurana. Kitiara finge di essere d'accordo, ma intende davvero far uccidere Laurana e dare la sua anima a Lord Soth. Kitiara quindi fa mettere in mostra Laurana davanti alla dea malvagia Takhisis, ma Laurana vince Kitiara e scappa. Tanis insegue Laurana e finalmente la raggiunge, ma prima che possa spiegarsi con lei appare Kitiara e avverte Tanis che Lord Soth sta arrivando. Kitiara offre quindi a Tanis un'ultima possibilità di stare con lei, ma Tanis rifiuta in favore di Laurana con lui dicendo a Kitiara che morirà per proteggere Laurana. Kitiara quindi dice a Tanis come scappare dal tempio e Tanis e Laurana scappano.

## Altri eventi
Laurana sposerà Tanis Mezzelfo e, dopo lunghi tentativi, avrà da lui un solo figlio, Gilthas. Importante diplomatico nella neonata pace tra le due popolazioni elfiche di Qualinesti e Silvanesti, e nei rapporti tra le nazioni elfiche ed i Cavalieri di Solamnia, rischierà di veder sfumare tutto il suo duro lavoro per azione del Senatore Rashas, che le rapirà l'unico adorato figlio per porlo come sovrano-fantoccio di Qualinesti, dopo aver ignobilmente detronizzato la legittima sovrana Alhana Starbreeze.
Al contrario di Tanis Mezzelfo, proclamato elfo scuro dallo stesso Rashas in quanto colpevole di tradimento, Laurana continuerà a vedere il figlio in futuro e lo aiuterà a sottrarsi alla tirannia degli elfi più rigidi e conservatori. Durante la guerra del Chaos, infine, ella subirà il dolore della morte del marito.
Morirà durante la Guerra delle Anime, cercando di difendere Qualinesti dal dragone Beryllinthranox insieme al comandante dei Cavalieri di Neraka Alexius Medan (di lei innamorato). Il suo corpo non verrà mai ritrovato e probabilmente riposa insieme a quello delle decine di elfi che tentarono la difesa della città di Qualinost nel Lago della Morte.
| Brand | Brand | Brand | Brand | Brand          | Brand          |                |                | Elansa Sungold | Elansa Sungold | Elansa Sungold | Elansa Sungold | Elansa Sungold | Elansa Sungold |               |               | Solostaran    | Solostaran    | Solostaran  | Solostaran  | Solostaran  | Solostaran  |           |           | ?         | ?         | ? | ? | ?        | ?        |          |          |          |          |             |             |                   |                   |                   |                   |                   |                   |
| Brand | Brand | Brand | Brand | Brand          | Brand          |                |                | Elansa Sungold | Elansa Sungold | Elansa Sungold | Elansa Sungold | Elansa Sungold | Elansa Sungold |               |               | Solostaran    | Solostaran    | Solostaran  | Solostaran  | Solostaran  | Solostaran  |           |           | ?         | ?         | ? | ? | ?        | ?        |          |          |          |          |             |             |                   |                   |                   |                   |                   |                   |
|       |       |       |       |                |                |                |                |                |                |                |                |                |                |               |               |               |               |             |             |             |             |           |           |           |           |   |   |          |          |          |          |          |          |             |             |                   |                   |                   |                   |                   |                   |
|       |       |       |       |                |                |                |                |                |                |                |                |                |                |               |               |               |               |             |             |             |             |           |           |           |           |   |   |          |          |          |          |          |          |             |             |                   |                   |                   |                   |                   |                   |
|       |       |       |       | Tanis Mezzelfo | Tanis Mezzelfo | Tanis Mezzelfo | Tanis Mezzelfo | Tanis Mezzelfo | Tanis Mezzelfo |                |                | Lauranthalasa  | Lauranthalasa  | Lauranthalasa | Lauranthalasa | Lauranthalasa | Lauranthalasa |             |             | Gilthanas   | Gilthanas   | Gilthanas | Gilthanas | Gilthanas | Gilthanas |   |   | Porthios | Porthios | Porthios | Porthios | Porthios | Porthios |             |             | Alhana Starbreeze | Alhana Starbreeze | Alhana Starbreeze | Alhana Starbreeze | Alhana Starbreeze | Alhana Starbreeze |
|       |       |       |       | Tanis Mezzelfo | Tanis Mezzelfo | Tanis Mezzelfo | Tanis Mezzelfo | Tanis Mezzelfo | Tanis Mezzelfo |                |                | Lauranthalasa  | Lauranthalasa  | Lauranthalasa | Lauranthalasa | Lauranthalasa | Lauranthalasa |             |             | Gilthanas   | Gilthanas   | Gilthanas | Gilthanas | Gilthanas | Gilthanas |   |   | Porthios | Porthios | Porthios | Porthios | Porthios | Porthios |             |             | Alhana Starbreeze | Alhana Starbreeze | Alhana Starbreeze | Alhana Starbreeze | Alhana Starbreeze | Alhana Starbreeze |
|       |       |       |       |                |                |                |                |                |                |                |                |                |                |               |               |               |               |             |             |             |             |           |           |           |           |   |   |          |          |          |          |          |          |             |             |                   |                   |                   |                   |                   |                   |
|       |       |       |       |                |                |                |                | Gilthas        | Gilthas        | Gilthas        | Gilthas        | Gilthas        | Gilthas        |               |               | Kerianseray   | Kerianseray   | Kerianseray | Kerianseray | Kerianseray | Kerianseray |           |           |           |           |   |   |          |          |          |          |          |          | Silvanoshei | Silvanoshei | Silvanoshei       | Silvanoshei       | Silvanoshei       | Silvanoshei       |                   |                   |
|       |       |       |       |                |                |                |                | Gilthas        | Gilthas        | Gilthas        | Gilthas        | Gilthas        | Gilthas        |               |               | Kerianseray   | Kerianseray   | Kerianseray | Kerianseray | Kerianseray | Kerianseray |           |           |           |           |   |   |          |          |          |          |          |          | Silvanoshei | Silvanoshei | Silvanoshei       | Silvanoshei       | Silvanoshei       | Silvanoshei       |                   |                   |